# Роби Джинепри
Робърт Луис Джинѐпри (на английски: Robert Louis Ginepri, по-известен като Роби Джинепри (Robby Ginepri) е американски тенисист. 

## Биография
Робърт Луис Джинѐпри е роден на 7 октомври 1982 във Форт Лодърдейл, Флорида. Баща му Рене е от Люксембург. Треньор на Роби от юли 2006 е Диего Аяла.

## Кариера
Като малък Джинепри се занимава с много спортове и се отдава изцяло на тениса чак когато става на дванадесет години.
Като юноша Роби постига доста добри резултати. През 2000 г. играе финал на Откритото първенство на САЩ за юноши на сингъл (губи от Анди Родик) и на двойки. Стига финал на сингъл и печели титлата на двойки на националното първенство на САЩ за момчета до 18 г., печели титлата от Истър Боул (до 18 г.), а през 1999 г. и турнира USTA (до 16 г.). На турнира Ван дер Меер печели на финала срещу българина Радослав Лукаев. С отбора на САЩ печели Съншайн Къп, юношеския еквивалент на Купа Дейвис.
През 2001 г., вече като професионалист, Джинепри дебютира на турнир от Големия шлем на Откритото първенство на САЩ, където във втория кръг губи от Роджър Федерер.
През 2002 г. той печели три Чалънджър турнира. Стига и до първия си финал на турнир от висока категория в Нюпорт.
Следващата година финишира в топ 30 на ранглистата. За това спомага както титлата му от Нюпорт, така и четвъртфиналите в Лион и Стокхолм и на Мастърсите в Индиън Уелс, Маями и Синсинати. Не играе в продължение на два месеца заради артроскопия на дясната ръка, направена на 19 май.
През 2004 г. играе полуфинал във Вашингтон, четвъртфинал в Скотсдейл и стига до четвъртия кръг на Откритото първенство на Австралия и Уимбълдън.
2005 не започва добре за Джинепри и след само два четвъртфинала в Окланд и Мемфис той пада до номер 103 в ранглистата в началото на юли. През втората част на годината обаче играта му значително се подобрява и резултатите не закъсняват. Стига полуфинал на Откритото първенство на САЩ, където губи в петсетов мач от Андре Агаси. В предишните три срещи на турнира Джинепри постига петсетови победи, което го прави първия играч в историята на турнира, който играе четири поредни петсетови мача. Роби печели турнира в Индианаполис и играе полуфинал на Мастърсите в Синсинати и Мадрид, както и четвъртфинал в Банкок, Токио и Лос Анджелис. В края на декември Джинепри се изкачва на 15-о място в ранглистата, което е и най-доброто му класиране.
През 2006 г. Джинепри не постига същите успехи. На негово име има полуфинал в Индианаполис и четири четвъртфинала – в Лос Анджелис, Банкок, Лион и на Мадрид Мастърс. Роби ще запомни годината с победата си над Пийт Сампрас в демонстративен мач, първия след отказването му от тениса.

### Класиране в ранглистата в края на годината
| Година | 2000 | 2001 | 2002 | 2003 | 2004 | 2005 | 2006 |
| Сингъл | 1247 | 207  | 106  | 30   | 61   | 17   | 51   |
| Двойки | 1177 | 317  | 480  | 135  | 394  | 189  | 388  |

## Кариерна статистика

### ATP финали (3 титли; 3 финала)
|        | П–З | Година | Турнир                   | Клас         | Настилка | Опонент      | Резултат                 |
| ------ | --- | ------ | ------------------------ | ------------ | -------- | ------------ | ------------------------ |
| Победа | 1–0 | 2003   | Зала на славата Оупън    | Международни | Трева    | Юрген Мелцер | 6–4, 6–7(3–7), 6–1       |
| Победа | 3–0 | 2005   | Индианаполис Чемпиъншипс | Международни | Твърда   | Тейлър Дент  | 4–6, 6–0, 3–0 отказва се |
| Победа | 3–0 | 2009   | Индианаполис Чемпиъншипс | 250 серии    | Твърда   | Сам Куери    | 6–2, 6–4                 |

### Титли на сингъл (7)
| №  | Дата           | Турнир                            | Противник      | Резултат             |
| 1. | 17.06.2001     | Сънивейл, Калифорния, САЩ F15     | Алекс Ким      | 6:4, 6:3             |
| 2. | 18.05.2002     | Роки Маунт, Северна Каролина, САЩ | Алекс Ким      | 6:3, 6:4             |
| 3. | 20.10.2002     | Бърбанк, Калифорния, САЩ          | Бьорн Ренквист | 7:6(6), 6:1          |
| 4. | 23.11.2002     | Шампейн-Ърбана, Илинойс, САЩ      | Ерик Таино     | 6:1, 3:6, 6:3        |
| 5. | 26 януари 2003 | Уайколоа, Хаваи, САЩ              | Невил Годуин   | 6:3, 6:3             |
| 6. | 13.07.2003     | Нюпорт, Род Айлънд, САЩ           | Юрген Мелцер   | 6:4, 6:7(3), 6:1     |
| 7. | 24.07.2005     | Индианаполис, Индиана, САЩ        | Тейлър Дент    | 4:6, 6:0, 3:0 (отк.) |

| Легенда           |
| Голям шлем (0)    |
| Мастърс Къп (0)   |
| Серии Мастърс (0) |
| АТП Тур (2)       |
| Чалънджър (4)     |
| Фючърс (1)        |

### Загубени финали на сингъл (1)
| №  | Дата       | Турнир               | Противник    | Резултат    |
| 1. | 01.12.2001 | Ърбана, Илинойс, САЩ | Иво Карлович | 4:6, 6:7(5) |

### Загубени финали на двойки (2)
| №  | Дата       | Турнир                        | Партньор      | Противник            | Резултат         |
| 1. | 17.06.2001 | Сънивейл, Калифорния, САЩ F15 | Райън Сачайър | Джеф Ласки Ник Рейни | 3:6, 6:3, 6:7(4) |
| 2. | 27.07.2003 | Индианаполис, Индиана, САЩ    | Диего Аяла    | Марио Анчич Анди Рам | 6:2, 6:7(3), 5:7 |